# 米亞基寧諾站
米亞金寧諾站（羅馬化：Myakinino）是俄羅斯莫斯科地鐵的一個車站。米亞金寧諾站開通於2009年12月26日，是阿爾巴特－波克羅夫卡線的一個車站，也是莫斯科地鐵首個位於莫斯科以外的車站。站名來自於米亞金寧諾村。